# Écossaise
Écossaise (ekoséz) − dawny taniec szkocki w takcie 2/4, w XIX wieku stał się modnym tańcem salonowym. Był popularny we Francji i Wielkiej Brytanii pod koniec XVIII wieku i na początku XIX. Jako forma muzyczna taniec ten został również przyjęty przez niektórych kompozytorów jak: 
- Franz Schubert[2]
- Ludwig van Beethoven[3]
- Fryderyk Chopin[4]
- Claude Debussy[5]